# Тетерева
Тетерева́ (лат. Lyrurus) — род тетеревиных птиц из отряда курообразных.
Международный союз орнитологов относит к роду два вида:
- Кавказский тетерев (Lyrurus mlokosiewiczi) находится на грани вымирания и занесён в Красную книгу России.
- Тетерев-косач (Lyrurus tetrix)

## Этимология
Редуплицированная основа звукоподражательного происхождения *t[h] et[h] (e)r- (например, в латышском языке клохтание тетерева передаётся звукоподражательными словами tiri, tiru) представлена во всех основных группах индоевропейских языков. В связи с древностью и распространённостью слова в разных языках невозможно установить первоначальное значение слова и вид обозначаемой птицы.

## Филателия и нумизматика
Тетерева неоднократно появлялись на почтовых марках различных стран. Кавказский тетерев запечатлён на серебряной монете достоинством 1 рубль, выпущенной Банком России 24 октября 1995 года в серии «Красная книга».

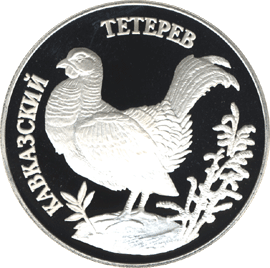
Кавказский тетерев на серебряной монете Банка России (1 рубль, 1995 год)